# Jednotková kružnice

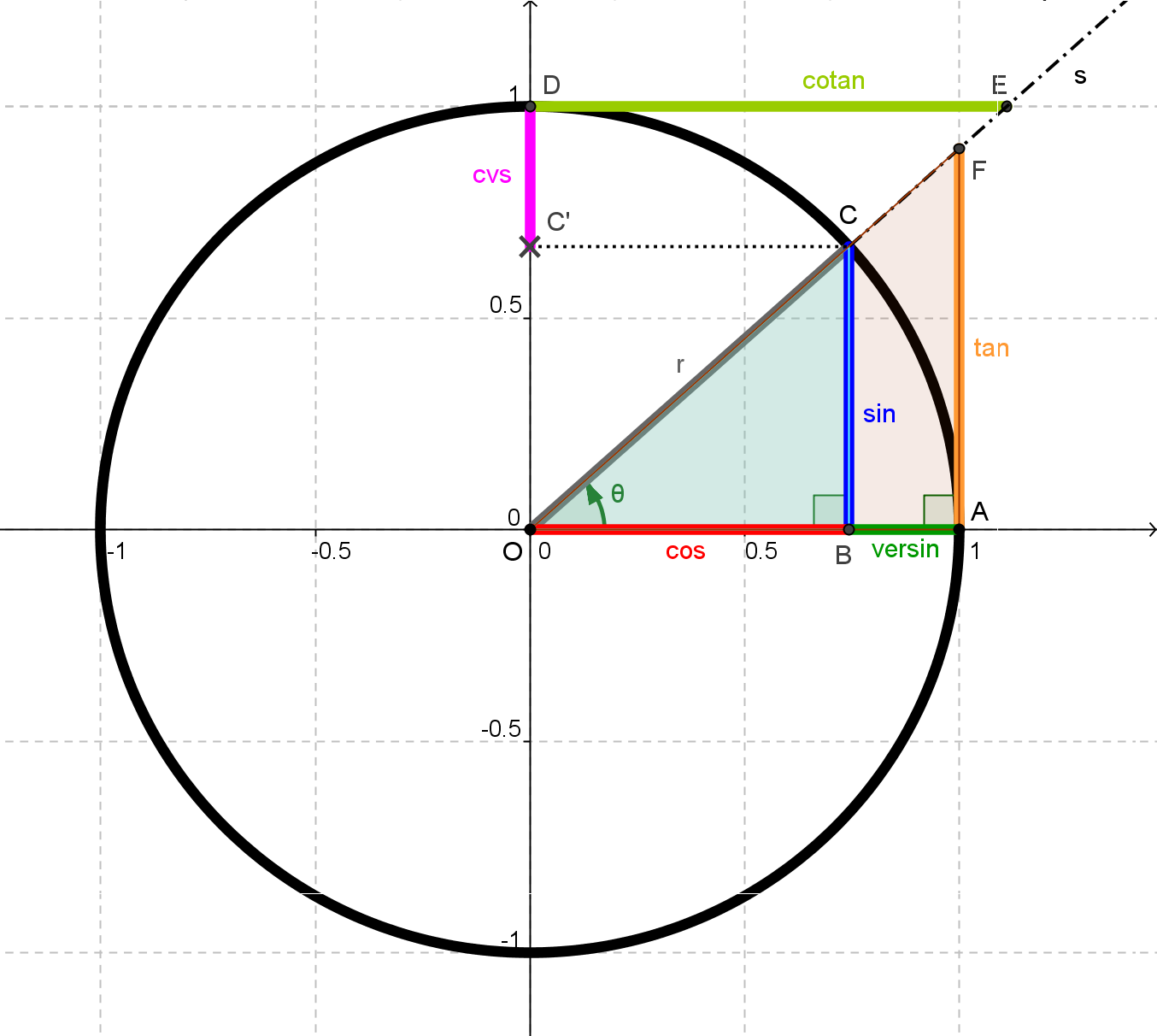
Jednotková kružnice: sinus, cosinus a tangens

Jednotková kružnice s hodnotami (cos φ, sin φ)

Jednotková kružnice je kružnice se středem v počátku souřadnic a o poloměru 1 používaná v matematice pro definici např. goniometrických funkcí. Jejím zobecněním do vyšších rozměrů je jednotková koule.

## Goniometrické funkce
Výhoda jednotkové kružnice spočívá v tom, že goniometrické funkce jsou definovány poměry a číslo 1 se v poměrech neprojevuje (1 * a = a) nebo vytváří nepřímou úměrnost (1/a). Neprojeví se ani souřadnice jejího středu, protože leží v počátku [0,0]. Její rovnice je tudíž velice jednoduchá:
Souřadnice bodů na jednotkové kružnici pak přímo udávají hodnoty funkcí sin a cos pro úhly, které jejich průvodiče svírají s kladnou poloosou x: x = cos φ a y = sin φ. Protože absolutní hodnoty těchto funkcí se po 180° opakují a pro úhly φ z intervalu 90-180° platí, že f(φ)=f(180°-φ), stačí je tabelovat jen pro interval 0-90° a jejich znaménka pak udává následující tabulka:
|             | α        | sin α | cos α | tg α | cotg α |
| ----------- | -------- | ----- | ----- | ---- | ------ |
| 1. kvadrant | 0–90°    | +     | +     | +    | +      |
| 2. kvadrant | 90–180°  | +     | −     | −    | −      |
| 3. kvadrant | 180–270° | −     | −     | +    | +      |
| 4. kvadrant | 270–360° | −     | +     | −    | −      |

## Periodičnost
Na jednotkové kružnici lze také sledovat tzv. periodu: bod A může po kružnici obíhat zcela libovolně, a to i několikrát, takže jeho průvodič (polopřímkaSA) může s kladnou poloosou x svírat nekonečně mnoho úhlů, jež se od sebe liší o 2π čili o 3600. Tak se s polopřímkou svírající s kladnou poloosou x úhel {\displaystyle {\frac {\pi }{3}}} (tj. 60°) budou překrývat i polopřímky s úhly {\displaystyle {\frac {7\pi }{3}}} (420°), {\displaystyle {\frac {13\pi }{3}}} (780°), {\displaystyle -{\frac {5\pi }{3}}} (-300°) nebo {\displaystyle -{\frac {13\pi }{3}}} (-780°). Na tom se zakládá periodičnost goniometrických funkcí.